# Automeris argus
Automeris argus är en fjärilsart som beskrevs av Berthold Neumoegen och Dyar 1893. Automeris argus ingår i släktet Automeris och familjen påfågelsspinnare. Inga underarter finns listade i Catalogue of Life.